# هيئة نزع السلاح النووي

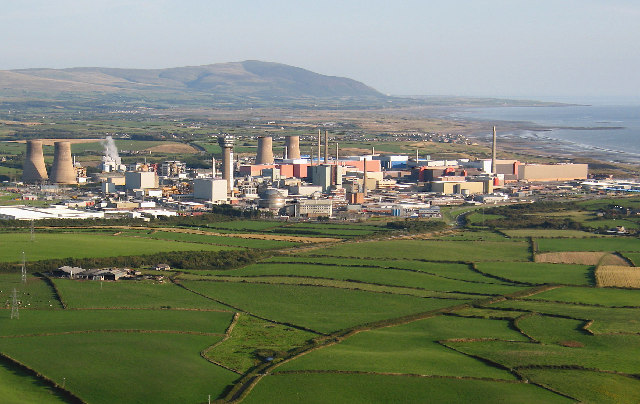
هيئة نزع السلاح النووي

هيئة نزع السلاح النووي هي هيئة عامة غير تابعة لوزارة التجارة والطاقة والاستراتيجية الصناعية تم تشكيلها بموجب قانون الطاقة لعام 2004.

## نبذة
تولت مهامها الرئيسية في 1 أبريل 2005 والغرض منها هو وقف وإزالة تراث المملكة المتحدة النووي بطريقة آمنة وفعالة من حيث التكلفة وحيثما أمكن ذلك بواسطة برامج العمل التي تقلل من المخاطر.
لا تدير هيئة نزع السلاح النووي مباشرة المواقع النووية في المملكة المتحدة بل هي تشرف على العمل من خلال عقود مع شركات مصممة خصيصا تعرف باسم شركات ترخيص الموقع حيث تحدد هيئة نزع السلاح النووي الاستراتيجية والأولويات الشاملة لإدارة وقف التشغيل.

## حقائق
على الرغم من أن هيئة نزع السلاح النووي نفسها توظف 300 موظف فقط فإن ميزانيتها السنوية تبلغ 3,2 مليار جنيه إسترليني حيث يتم إنفاق الغالبية العظمى من ميزانية الهيئة من خلال عقود مع شركات ترخيص الموقع والتي تتعاقد أيضا من الباطن مع شركات أخرى تقدم خدمات خاصة.
تهدف هيئة نزع السلاح النووي إلى القيام بذلك من خلال تقديم خبرة الابتكار والمقاولات من خلال سلسلة من المسابقات المماثلة للنموذج الذي تم استخدامه في الولايات المتحدة.
في أبريل 2017 خسر التجمع الوطني للدفاع المدني قضية قانونية في المحكمة العليا بخصوص شراء عقد كبير لإيقاف تشغيل 12 منشأة مغنطيسية نووية مختلفة.